# Lubsan Sandan Tsydenov
 (septembre 2016).
Lubsan Sandan Tsydenov, né en 1841 à Kijinga et mort le 16 mai 1922 à Novonikolaïevsk (aujourd'hui Novossibirsk), est un lama bouriate de Transbaïkalie du sud. 
Érudit bouddhiste, écrivain, poète et ascète, il pratique de longues retraites dans un endroit isolé dans la vallée de Khoudoun. En conséquence, il a acquis une grande autorité spirituelle parmi les Bouriates qui l'ont vu comme un saint de Bouddha. 

## Biographie
Il est formé au datsan (monastère bouddhiste) de Kijinga qu'il rejoint à l'âge de dix ans. En 1896 il fait partie de la délégation bouriate assistant au couronnement de l'empereur Nicolas II à Moscou.
Son nom religieux était Sugada, étant l'un des surnoms de Bouddha Shakyamuni, ce qui signifie en sanskrit « Le bonheur disparu (Nirvana) ». Sandan Tsydenov formule sa doctrine théocratique au début du XXe siècle, sous l'influence de ses professeurs tibétains, les lamas incarnés, Jayag (Jayagsy) gegen, abbé de l'un des datsans à Kumbum, et Agpa-gegen. Cette doctrine avait deux objectifs principaux : celui d'établir un sangha bouddhiste laïque en Bouriatie, à l'extérieur et indépendant de la communauté monastique traditionnelle, et de faire revivre avec son aide certaines des anciennes pratiques tantriques. Un tel sangha laïque, dans la pensée de Tsydenov, serait plus efficace dans la préservation et la diffusion des enseignements bouddhistes dans les moments difficiles.
En février 1919, Tsydenov-Sugada établi un état théocratique bouddhiste, dans une enclave du territoire de Bouriatie, puis sous la règle de l'ataman blanc Semionov, en se proclamant Dharmaraja : « le Roi du Dharma dans les trois mondes ». La Douma (parlement) bouriate populaire (Burnatsduma), fut un organe de l'autonomie en Bouriatie, ils décidèrent d'annoncer la mobilisation des Bouriates et Toungouses dans le tsagda (l'armée) du peuple. La décision prise par la douma était une mesure extrêmement impopulaire et un grand nombre de Bouriates en essayé d'éviter la conscription en se tournant vers le lama-ascétique. Ce dernier se serait adressé à ses compatriotes avec ces mots : « Celui qui ne veut pas se battre, car le combat est contre les enseignements du Bouddha, qu'il vienne à moi et fasse l'objet de ma règle ».
Ce fut le début du mouvement théocratique Balagat qui réunissait principalement les Bouriates Kijinga qui brisèrent avec l'église officielle bouddhiste (lamaïste) et étaient communément dénommés Balagats. L'État supérieur dharmique, Erheje Balgahan ulas (État de droit à part entière indépendant), fondé par Tsydenov ne dura cependant seulement qu'une seule semaine avant d’être arrêté par Semionov, ainsi que ses neuf ministres. Le Dharmaraja fut bientôt libéré, après avoir formellement accepté de collaborer avec l'ataman.
De cette façon, le mouvement théocratique a continué pendant un certain temps avec un fort soutien des croyants bouriates. Il fut écrasé par l'Armée rouge dans les années 1920 lorsque le régime soviétique a créé la Transbaïkalie. Tsydenov a été arrêté par la Tchéka, la police politique bolchévique, dans la province d'Irkoutsk en 1922, mis en prison et expulsé vers Novonikolaïevsk où il est mort dans un hôpital le 16 mai 1922.